# فرناندو فيور
فرناندو فيور (بالإسبانية: Fernando Fiore)‏ هو معلق رياضي أرجنتيني، ولد في 9 يوليو 1960.

## وصلات خارجية
- فرناندو فيور على موقع IMDb (الإنجليزية)
- فرناندو فيور على موقع قاعدة بيانات الفيلم (الإنجليزية)